# سيد كريستنسن
سيد كريستنسن (بالإنجليزية: Syd Christensen)‏ هو لاعب دوري الرغبي أسترالي، ولد في 1910 في سيدني في أستراليا، وتوفي في 1942.